# Júlia da Costa
Julia María da Costa (Paranaguá, 1 de julio de 1844 - São Francisco do Sul, 12 de julio de 1911) fue una escritora de cuentos cortos y folletines, y poetisa brasileña.
Los historiadores la consideran la primera poetisa paranaense.

## Biografía
Julia da Costa era hija de una familia tradicional, y siempre se destacó por el don que tenía para las artes, el piano, la música y la poesía. Siempre estuvo un paso delante de las demás mujeres del siglo XIX.
A los 16 años fue prometida a un empresario, pero no se casó con él. Después tuvo un amor platónico con el poeta Benjamín Carvoliva (n. 1849), que tenía cinco años menos que ella. Mantenía una correspondencia con él casi todos los días. Sin embargo, por imposición de su familia, el 28 de octubre de 1871 ―a los 27 años de edad― se casó en la isla de São Francisco do Sul con un portugués rico, treinta años mayor que ella, el comandante Francisco da Costa Pereira, viudo de Anna María do Carmo, que había nacido y había sido bautizado en la parroquia de São Pedro Couto de Caparica, en el arzobispado de Braga, en la provincia de Minho (Portugal). Desde entonces siguió escribiéndose con Carvoliva, pero en secreto: dejaban las cartas en diversos escondites (como el hueco de un árbol viejo que conocían). En la era del romanticismo, ella escribía mucho sobre la nostalgia de los amigos y de la ciudad natal.
En una de las cartas, Julia sugirió una vez que los dos huyeran, pero ―asustado por la audacia de la poetisa― el que huyó fue Carvoliva.
Desilusionada, Julia comenzó a escribir febrilmente poemas cada vez más abatidos y melancólicos. Empezó a asistir a fiestas nocturnas, se teñía el cabello de color negro (algo que en ese momento solo se les permitía a las prostitutas y las bailarinas), se maquillaba el rostro, llevaba muchas joyas, participaba en campañas políticas y publicaba en periódicos y revistas, lo que la convirtió en una leyenda en su pequeño pueblo.
Publicó en el diario Itiberê (Paraná) y en muchos diarios de Santa Catarina: O Mercantil, O Conservador, Gazeta de Joinville, A União, O Despertador, A Regeneração, Opinião Catharinense, Correio da Tarde, O Artista, O Estado, Joinvilense y Beijaflor.
Después de la muerte de su esposo ―que habituaba recibir a los catarinenses ilustres en banquetes y saraos, en uno de los cuales estuvo presente el vizconde de Taunay― la soledad se hizo aún peor.
Viuda y cansada de fiestas, Julia de Costa pasó los últimos ocho años de su vida encerrada en su casa, con manías de persecución. Durante el tiempo que permaneció enclaustrada, planeaba escribir una novela y, por lo tanto, confeccionó paneles coloridos con escenas campesinas, interiores de hogares e inspiradores paisajes que se difundían por las paredes de su casa.
Fue encontrada muerta en julio de 1911, y enterrada en la isla San Francisco. En octubre de 1924, por iniciativa de poetas de Paranaguá que conocían de la nostalgia de la poetisa, sus restos mortales fueron trasladados hasta la plaza Fernando Amaro, en el centro histórico de la ciudad de Paranaguá, su ciudad natal. Se construyó un monumento en su homenaje.
Desde 2003 el Instituto Histórico e Geográfico de Paranaguá (IHGP) solicitaba a la municipalidad que se recuperaran los restos. En 2009 fueron «redescubiertos» debido al hundimiento del monumento en su homenaje. Se la transfirió a la sede del IHGP, donde se construyó un nuevo túmulo al lado de otro renombrado escritor local, Leôncio Corrêa.

## Obras
- 1867: Flores dispersas. Primeira série. Desterró (Brasil), sin nombre de editorial.
- Flores dispersas. Segunda série
- 1913: Poesías completas. Curitiba: Centro de Letras do Paraná.
- 1959: Flores dispersas. Terça série y Bouquet de violetas, publicados en el libro Um século de poesía. Poetisas do Paraná. Curitiba: Centro Paranaense Feminino de Cultura.
- 2001: Poesía. Curitiba: Imprensa Oficial do Paraná, ISBN 85-88190-20-6.